# Gummibär
Gummibär (njemačka imenica za "gumene medvjediće") je eurodance lik i virtualni bend koji izvodi pjesme na raznim svojim albumima. Jedni od njih su I Am Your Gummy Bear iz 2007. godine i La La Love to Dance iz 2010. godine. Spot za prvu pjesmu " I Am A Gummy Bear (The Gummy Bear Song)" ima oko 3 milijarde pregleda na YouTubeu. Iako je prva pjesma najpopularnija, animirani lik i dalje kroz godine objavljuje razne pjesme među kojima su i obrade nekih poznatih pjesama poput I'm A Scatman, Blue (Da Ba Dee), Gangnam Style, Holiday, itd.
Stvorio ga je Christian Schneider, a dizajnirao Pete Dodd. Njegov dizajn je uglavnom karakteriziran računalno generiranim trodimenzionalnim modelom, koji je s vremenom neznatno izmijenjen, koristeći kao bazu raniju verziju modela koji je napravio Kim Fredriksen. Trenutačni dizajn ima preoblikovanu njušku zbog koje lik ima više crtano i izražajno lice.

## Popularnost
Lik je imao ogromnu popularnost u Grčkoj, toliku da su čak izdani njihovi vlastiti albumi i određena količina robe vezane uz lik. Također se pojavljivao u reklamama za brend Ifantis, a čak je i film The Yummy Gummy Search for Santa dobio grčku sinkronizaciju i bio je pušten u kinima. Film je osim grčkog jezika sinkroniziran i na mnogo drugih jezika u državama gdje je Gummibär manje popularan.
Iako je 2006. godine debatirao u kratkom videu od 30 sekundi, njegova će snimateljska karijera započeti nešto kasnije njemačkim singlom "Ich Bin Dein Gummibär".

## Glazbeni spot
Glazbeni spot za prvu pjesmu "I Am A Gummy Bear" nastao je tako da se prvo animirala kratka animacija od 30 sekundi, izvorno je to bio njemački jezik, a potom se snimila engleska verzija od 2 minute i 30 sekundi koja je objavljena 9. listopada 2007. godine na YouTubeu.

## Diskografija
- I Am Your Gummy Bear (2007.)
- La La Love to Dance (2010.)
- Christmas Jollies (2010.)
- Party Pop (2015.)
- The Gummy Bear Album (2019.)
- Gummy Bear Album 2020 (2020.)
- Holiday Fun Time (2021.)

## Vanjske poveznice
- Gummibär službena stranica